# Elizabeth Pierce Blegen
Elizabeth Pierce Blegen, née le 26 juin 1888 à Allegheny, en Pennsylvanie, et morte le 21 septembre 1966 à Athènes, en Grèce, est une archéologue, professeure d'université et autrice américaine. Fouillant en Grèce et à Chypre, elle publie dans l'American Journal of Archaeology de 1925 à 1952 les différentes découvertes archéologiques en Grèce. Elle s'engage auprès de plusieurs organisations promouvant l'évolution professionnelle des femmes en Grèce et aux États-Unis.

## Biographie

### Enfance
Elizabeth Denny Pierce, surnommée « Libbie », naît le 26 juin 1888 à Allegheny — municipalité annexée par Pittsburgh en 1907 — en Pennsylvanie, de Flora McKnight et William Lemmex Pierce.

### Études
Elizabeth Pierce fréquente le Vassar College de 1906 à 1910,. Elle y rencontre Ida Thallon (en), professeure du département d'études grecques et romaines, de qui elle devient proche, ; c'est cette dernière qui fait naître chez Pierce un intérêt pour l'archéologie grecque et qui la présente différents classicistes et archéologues. Pierce est influencée par Elizabeth Hazelton Haight (en), une classiciste s'intéressant au monde romain, première femme siégeant à l'American School of Classical Studies de Rome et à l'American Philological Association (en). Elle est aussi influencée par Grace Harriet Macurdy (en) et Catherine Saunders, professeures puis collègues de Pierce.
Elizabeth Pierce obtient, en 1912, un Master of Arts puis, en 1922, un doctorat en latin à l'université Columbia,,, avec un mémoire puis une thèse sur Caius Asinius Pollio, consul et historien romain,.

### Carrière

#### Début de carrière et relation avec Ida Thallon

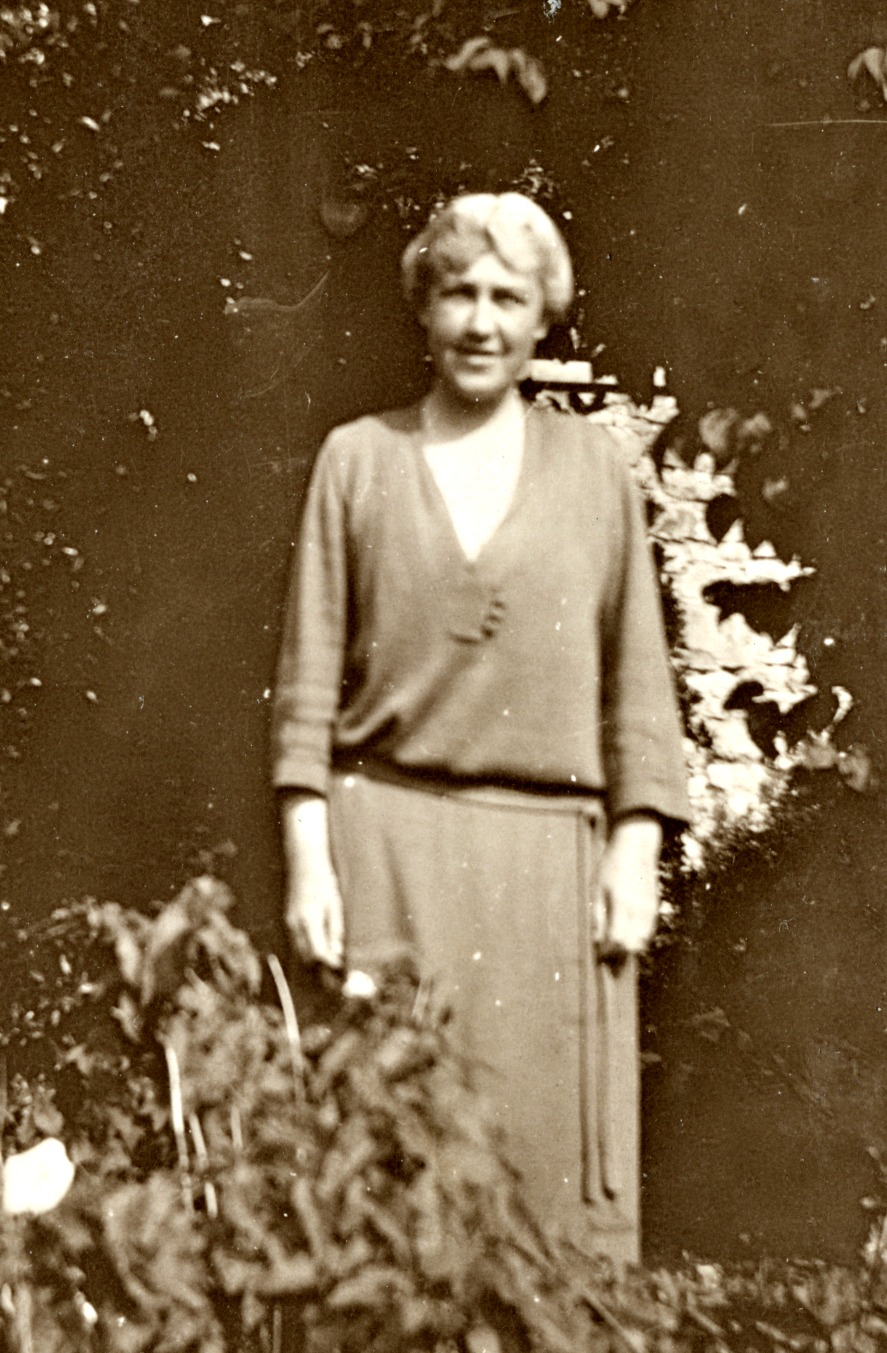
Ida Thallon Hill photographiée dans les années 1930.

En 1915, elle retourne au Vassar College en tant que professeure, enseignant l'histoire de l'art, tout en étant assistante-conservatrice à la Vassar Art Gallery (en), jusqu'en 1922,. Elle y retrouve Ida Thallon, avec qui elle commence à entretenir une aventure amoureuse, connue par leurs propres lettres et celles de leurs collègues. Les deux femmes vivent ensemble, dans une maison située sur le campus, et sont surnommées « Boston Marriage ».
Pendant l'été 1921, Elizabeth Pierce voyage en Grèce avec Ida Thallon, ; elle part plus tard à Athènes pour suivre le programme annuel de l'école américaine d'études classiques à Athènes (American School of Classical Studies ou ASCSA) en 1922-1923,.
Entre 1922 et 1924, Pierce se voit proposer plusieurs postes. Gisela Marie Augusta Richter lui propose un stage au Metropolitan Museum of Art ; bien qu'elle refuse le poste, Pierce travaille pour Richter au printemps 1924. Edward Capps (en), président du comité de direction de l'ASCSA, lui propose également d'être secrétaire de l'école ou doyenne des étudiantes, ce qu'elle refuse.

#### LeQuartet
Elizabeth Pierce rencontre à Athènes Bert Hodge Hill (en) et Carl Blegen, son élève, deux archéologues reconnus. Pierce et Blegen finissent par tomber amoureux, et ce dernier la demande en mariage : elle accepte initialement, puis rompt et retourne aux États-Unis afin d'éviter de blesser Ida Thallon. Elle continue néanmoins à correspondre avec Carl Blegen.
Finalement, un plan est mis en place par Elizabeth Pierce, Carl Blegen, Bert Hodge Hill — ayant des sentiments, sans doute non-réciproques, pour ce dernier — et Ida Thallon : deux couples se forment, Pierce et Blegen d'une part, Hill et Thallon d'autre part. Les deux couples se marient en à l'été 1924, et prennent le nom de « Quartet ». En 1929, ils s'installent dans la même maison à Athènes (au 9, rue de Plutarque), où ils vivent, travaillent, et invitent des archéologues et des étudiants de toutes nationalités.
L'arrangement permet à Ida Hill et Elizabeth Blegen de continuer à voyager ensemble, comme par exemple en 1938, où elles traversent les Balkans en voiture pour relier Athènes et Trieste.
En 1954, lors d'une traversée de l'Atlantique, Ida Hill meurt dans son lit, avec Elizabeth Blegen à ses côtés. Bert Hodge Hill meurt quant à lui en novembre 1958.

#### Travaux en tant qu'archéologue

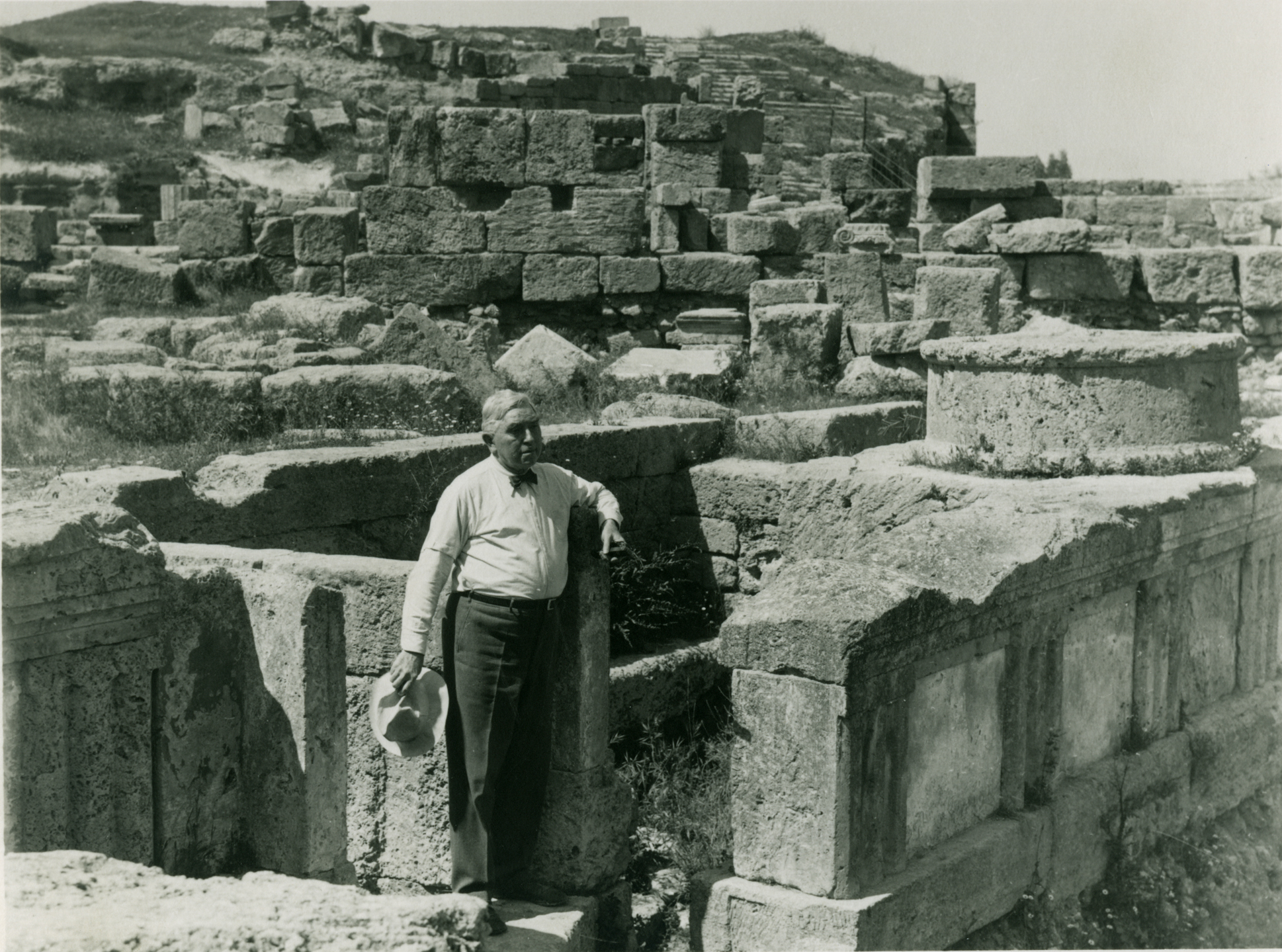
Bert Hodge Hill photographié à Corinthe dans les années 1930.

Elizabeth Blegen fouille plusieurs sites en compagnie de son mari, comme Prosymna (en) (de 1927 à 1928), Troie (de 1932 à 1938) et Pylos (en 1939 puis de 1952 à 1958),. Elle travaille également avec les Hill à Lapithos (à Chypre) et à Corinthe,. Sur les différents sites, elle fait l'inventaire des trouvailles et participe aux publications, en rédigeant des chapitres, des bibliographies et des index.
De 1925 à 1952, elle rédige la « Newsletter from Greece » de l'American Journal of Archaeology, où elle présente les dernières fouilles archéologiques, de manière détaillée, grâce aux informations que les fouilleurs lui fournissent : son travail est grandement estimé par ses confrères archéologues et permet aux étudiants et aux chercheurs d'avoir accès à des découvertes plusieurs années avant leur publication.
Sa dernière saison de fouilles à Prosymna a lieu après un accident vasculaire cérébral en 1956 ; elle est hospitalisée plusieurs mois à Cincinnati et se retrouve en fauteuil roulant. Elle parvient néanmoins à s'en remettre et retourne sur le terrain à Pylos en 1958.

#### Engagement auprès d'organisations
Elizabeth Blegen s'engage au cours de sa vie dans plusieurs organisations, en lien avec l'archéologie et/ou les droits des femmes, comme l’American Women in Greece, l’Hellenic American women's club, l’American Association of University Women, la Société américaine d'histoire et l'Institut archéologique américain.

### Mort

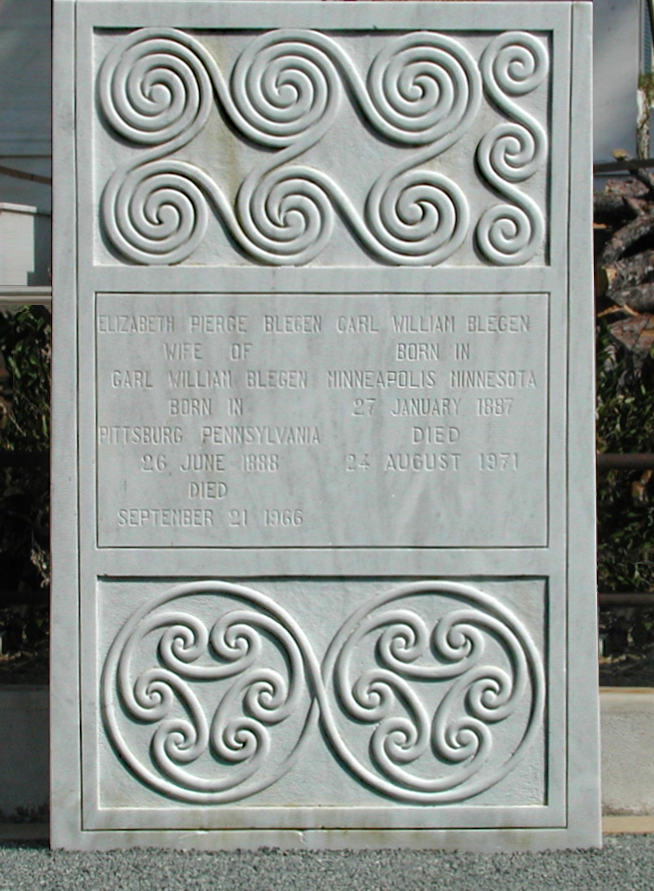
Tombe d'Elizabeth Pierce Blegen et de Carl Blegen au Premier cimetière d'Athènes.

Elizabeth Blegen meurt le 21 septembre 1966. Elle est enterrée dans la partie protestante du Premier cimetière d'Athènes où elle rejoint Ida et Bert Hodge Hill. Son mari Carl Blegen les rejoint en 1971.

## Postérité
En 1963, Elisabeth Blegen lègue la maison du Quartet à Athènes à l'école américaine d'études classiques à Athènes.
En 1975, le Vassar College annonce la fondation d'un poste d'enseignant-chercheur en l'honneur de Carl et Elizabeth Blegen. Ce poste est en partie financé par un fonds voulue par cette dernière et est nommé « Blegen Fellow »
La Blegen House est, jusqu'en 2008, le lieu où se trouve le centre LGBTQ du Vassar College. Après la crise de 2008, le centre est déplacé et la maison devient un logement de fonction.
Le 31 mars 2011, Robert Pounder, professeur émérite d'études grecques et romaines au Vassar College, présente une conférence intitulée « Carl and Libbie and Bert and Ida : Re-defining Family », revenant sur la liaison entre les deux femmes, la famille non conventionnelle que formait le Quartet et leurs travaux en archéologie. Cette conférence fait suite à une autre, présentée par Pounder en 2009, sur les travaux des Blegen et des Hill.

## Publications
- (en) A Roman man of letters, Gaius Asinius Pollio (mémoire de thèse), New York, université Columbia, 1922, 81 p. (OCLC 580456183, lire en ligne).
- (en) « A Daedalid in the Skimatari Museum », American Journal of Archaeology, vol. 28, no 3,‎ 1924, p. 267-275 (lire en ligne).
- (en) « Jewellery and ornaments », dans Carl Blegen, Prosymna : the Helladic Settlement preceding the Argive Heraeum, Cambridge, Cambridge University Press, 1937 (OCLC 941022949).